# Driopea nigrofasciata
Driopea nigrofasciata är en skalbaggsart som beskrevs av Maurice Pic 1926. Driopea nigrofasciata ingår i släktet Driopea och familjen långhorningar.
Artens utbredningsområde är Laos. Inga underarter finns listade i Catalogue of Life.